# ? (hospoda)
? (v srbštině též jako kafana znak pitanja, nebo jen znak pitanja (pro otazník), v srbské cyrilici кафана знак питања/ знак питања) je nejstarší hospoda v Bělehradě. V provozu je téměř 200 let a patří k významným objektům města.
Podnik se nachází na ulici Kralja Petra v nejstarší části srbské metropole, nedaleko sídla Srbské pravoslavné církve, pevnosti Kalemegdan a řeky Sávy. 
Hospoda sídlí v budově tradičního balkánského stylu; jedné z mála historických staveb z doby druhého srbského povstání, které se dochovaly do dnešních dob. Byla vybudována v roce 1823 za vlády knížete Miloše Obrenoviće jako dar obchodnímu konzulovi Naumu Ičkovi, který mimo jiné dojednal mír s Osmanskou říší a ukončil tím povstání. Hospoda několikrát měnila svůj název; v roce 1878 nesla jméno Kod pastira (U pastýře), v roce 1892 změnila název na Kod Saborne crkve (vzhledem k blízkosti nedaleké katedrály. Vzhledem k tomu, že církev proti tomuto názvu protestovala, umístil vlastník hospody jako název pouze otazník, a ten se dochoval až do dnešních dní. V roce 1959 komunisté podnik zestátnili. Od roku 2007 je hospoda objektem památkově chráněným.

## Název
Název vznikl, když se dva kuchaři z hospody nedokázali dohodnout na tom, jak se bude hospoda jmenovat. Vychytralý číšník navrhl právě "?", na úkaz věčných sporů o název hostince.[zdroj⁠?!]
Hospoda ? servíruje tradiční srbská jídla za doprovodu tradiční balkánské dechovky. Je navštěvovaná často zahraničními turisty.